# Poroniec (demon)
Poroniec – w wierzeniach słowiańskich złośliwy i wrogi ludziom demon wywodzący się z duszy poronionego dziecka lub spędzonego płodu.
Porońcem stawała się dusza dziecka poronionego lub spędzonego płodu, a także dziecko urodzone martwe, zmarłe lub zabite przez matkę wkrótce po urodzeniu, niepochowane zgodnie z obyczajem. Porońce były uważane za niezwykle potężne demony, w związku z obecnym w nich potencjałem niezrealizowanego życia.
Z wiarą w porońce związane były liczne tabu dotyczące kobiet ciężarnych i znajdujących się w okresie połogu, m.in. zakaz zaglądania przez nie do studni i czerpania z niej wody, zakaz wychodzenia z noworodkiem z domu (zwłaszcza na pole) i odbywania stosunków płciowych. Nowo narodzone dziecko poddawano szeregowi praktyk magicznych, jak wycieranie go wiechciem słomy. Dopiero po upływie szóstego tygodnia życia wyprowadzano położnicę, a dziecko stawało się człowiekiem i nadawano mu imię.
Poronione dziecko pochowane pod progiem domu jako ofiara zakładzinowa stawało się przychylnym kłobukiem i nie zmieniało się w porońca.
Postać porońca występuje w jednym z zadań w grze Wiedźmin 3: Dziki Gon.